# Eparhia de Oradea Mare

Împărțirea administrativă a teritoriului României în eparhii ale Bisericii Greco-Catolice Române

Eparhia de Oradea Mare este o episcopie greco-catolică înființată de papa Pius al VI-lea la 16 iunie 1777. Are reședința în Oradea și este condusă de episcopul Virgil Bercea.

## Istoric
Prima structură canonică pentru cele 70 de parohii greco-catolice din Bihor a fost un vicariat condus de episcopul aromân Meletie Covaci în cadrul Episcopiei Romano-Catolice de Oradea. În 1753 s-a iscat un conflict între episcopul Adam Patachich de la Oradea și episcopul Sinesie Jivanovici de la Arad, care s-au acuzat reciproc în fața Curții de la Viena pentru violențele dintre românii uniți și cei neuniți din zona Bihorului. Împărăteasa Maria Terezia a instituit o comisie de anchetă, care să cerceteze din sat în sat, care locuitori doresc să rămână uniți și care optează pentru ortodoxia subordonată Episcopiei Aradului.
În anul 1777, la doi ani după moartea lui Meletie Covaci, a fost înființată Episcopia Română Unită de Oradea Mare. Primul episcop al acesteia a fost Moise Dragoș, originar din Turda.
Episcopul Ignatie Darabant (1788-1805), venit de la Blaj, i-a sprijinit pe Samuil Micu și Gheorghe Șincai după ce aceștia au intrat în conflict deschis cu episcopul Ioan Bob. A organizat un internat gratuit pentru elevii români din Oradea, a participat la realizarea Supplex Libellus Valachorum. Episcopul Darabant a ctitorit Catedrala Sfântul Nicolae din Oradea, care a fost terminată după moartea sa, cu fondurile stârnse de el.
Episcopul Samuil Vulcan (1807-1839), originar tot din Blaj, a terminat catedrala și a finanțat Lexiconul de la Buda, tipărit în 1825. Samuil Vulcan a înființat în 1828 Liceul din Beiuș, care îi poartă numele. Prin efortul său mai multe parohii din Arad au ieșit de sub juridicția Episcopiei Aradului și s-au unit cu Biserica Romei.
În anul 1912, odată cu înființarea Eparhiei de Hajdúdorog, mai multe parohii ale Eparhiei de Oradea Mare au fost trecute sub jurisdicția Eparhiei de Hajdúdorog. În perioada interbelică episcopul Valeriu Traian Frențiu a obținut reîntoarcerea lor sub ascultarea Eparhiei de Oradea, act realizat prin decretul Apostolica sedes din 9 aprilie 1934. Congregația pentru Bisericile Orientale a readus astfel sub jurisdicția Eparhiei de Oradea 22 de parohii unite din Crișana.
Episcopul Frențiu a sfințit mai multe noi lăcașuri de cult în Eparhia de Oradea, între care Biserica Adormirea Maicii Domnului din Zalău. În anul 1948 a fost arestat și a murit în Închisoarea Sighet, în data de 11 iulie 1952. Conducerea efectivă a eparhiei a fost preluată de episcopul clandestin Iuliu Hirțea și de preotul Coriolan Tămăian, fost rector al Academiei Teologice din Oradea. Aceștia au fost la rândul lor arestați pentru „agitație desfășurată în rândul foștilor preoți greco-catolici”. Hirțea a fost condamnat în 1953 la 12 ani de închisoare, iar Tămăian condamnat în 1959 la 25 de ani de închisoare. Amândoi au beneficiat de amnistia din 1964 și și-au continuat pastorația în clandestinitate.

## Organizare
În afară de parohiile de limba română, Eparhia de Oradea Mare are în componența ei și câteva parohii de limba maghiară (la Carei și Oradea etc.).